# Dietrich von Homburg

Siegel Bischofs Dietrich aus dem Jahr 1224

Dietrich von Homburg († Februar 1225) war von 1223 bis 1225 Bischof von Würzburg.
Dietrich von Homburg stammte aus dem Geschlecht der Herren von Homburg ob der Wern, die auch kurzfristig die Erbmarschälle des Hochstifts Würzburg waren. Seine kurze Amtszeit ist eingerahmt in die Regentschaft von Lobdeburgern.